# Jana Mračková Vildumetzová
Jana Mračková Vildumetzová (* 8. května 1973 Karlovy Vary) je česká politička a pedagožka, od září 2024 senátorka za obvod č. 2 – Sokolov, od října 2024 předsedkyně Senátorského klubu ANO 2011 a  od listopadu 2024 hejtmanka Karlovarského kraje, kterou již byla v letech 2016 až 2019.
V období 2014 až 2016 působila jako náměstkyně ministra vnitra ČR, v letech 2017 až 2024 byla poslankyní Poslanecké sněmovny PČR a v období 2021 až 2022 místopředsedkyní PS PČR. V letech 2016 až 2019 zastávala jako karlovarská hejtmanka funkci předsedkyně Asociace krajů ČR. Již mezi roky 2012 až 2014 působila jako řadová krajská zastupitelka. V období 2006 až 2013 zastávala úřad starostky Horního Slavkova na Sokolovsku. V letech 2008 až 2014 byla členkou ODS. V roce 2015 vstoupila do hnutí ANO.

## Život
V letech 1991 až 1995 vystudovala Pedagogickou fakultu Univerzity Jana Evangelisty Purkyně v Ústí nad Labem (získala titul Mgr.).
Následně pět let učila na základní škole v Horním Slavkově občanskou nauku a tělocvik. Mezi lety 2000 a 2006 vykonávala manažerské a projektové činnosti ve veřejné správě, byla postupně ředitelkou domu dětí a mládeže a městského kulturního střediska.
V srpnu 2018 se po dlouholeté známosti provdala za Jana Mračka, politika ODS. V říjnu 2019 oznámila, že je těhotná a že se rozhodla do konce roku 2019 vzdát funkce hejtmanky Karlovarského kraje.

## Politická kariéra

### Stranická politika
Mezi lety 2002 a 2008 kandidovala jako nestranice za Stranu zelených. Byla zvolena městskou zastupitelkou a stala se starostkou Horního Slavkova.
V roce 2008 vstoupila do ODS, za kterou byla nadále starostkou a později i krajskou zastupitelkou Karlovarského kraje. V polovině října 2014 z ODS vystoupila, protože se strana dle jejího názoru dostatečně nevypořádala s minulostí, otevřeně nepřiznala chyby, vzdálila se od potřeb řešení problémů občanů a neviděla v ní dostatečnou vůli po změně.
Od 1. prosince 2014 se stala náměstkyní ministra vnitra ČR pro veřejnou správu a legislativu (nahradila Adrianu Krnáčovou, která se stala pražskou primátorkou za ANO). V průběhu roku 2015 se pak stala členkou hnutí ANO. Na funkci náměstkyně ministra rezignovala v listopadu 2016 po zvolení hejtmankou. Na konci února 2017 byla na IV. sněmu ANO zvolena členkou předsednictva hnutí. Tuto pozici jí potvrdili i sněmy v letech 2019 a 2022. Za ANO se postupně stala hejtmankou, poslankyní a senátorkou.

### Komunální politika (2002–2014)
Do komunální politiky vstoupila, když byla v komunálních volbách v roce 2002 zvolena jako nestranička za Stranu zelených zastupitelkou města Horní Slavkov na Sokolovsku. Mandát zastupitelky města pak jako nestranička za SZ obhájila ve volbách v roce 2006 a v témže roce se stala i starostkou města. 
V roce 2008 po vstupu do ODS ve volbách v roce 2010 úspěšně vedla tamní kandidátku strany. V listopadu 2010 byla opět zvolena starostkou.
Kvůli dlouhodobému obtežování a pronásledování ze strany nechtěného obdivovatele si přála z pozice starostky odstoupit. Nakonec vyhrála v polovině roku 2013 konkurz na výkonnou místopředsedkyni Svazu měst a obcí a od října 2013 se přesunula do Prahy. Ke konci roku 2013 na funkci starostky města rezignovala. V červenci 2014 pak změnila trvalé bydliště, čímž jí zanikl i mandát zastupitelky města.
V komunálních volbách v roce 2014 kandidovala za ODS do Zastupitelstva města Karlovy Vary, ale neuspěla (stala se první náhradnicí).

### Krajská politika (2000-současnost)
V rámci krajské politiky kandidovala ve volbách v roce 2000 jako nestranička za SZ do Zastupitelstva Karlovarského kraje, ale neuspěla. Nepodařilo se jí to ani ve volbách v roce 2004 jako nestraničce za SZ na kandidátce "Koalice pro Karlovarský kraj" (tj. KDU-ČSL a SZ).
Jako členka ODS uspěla ve volbách do zastupitelstva v roce 2012. V prosinci 2014 jí ale mandát zanikl.
V krajských volbách v roce 2016 byla lídryní kandidátky ANO v Karlovarském kraji a byla zvolena zastupitelkou. Vítězné ANO uzavřelo koalici s pátou ODS, šestým HNHRM, osmými Piráty a zastupitelem za SPO. Následně byla dne 22. listopadu 2016 zvolena hejtmankou Karlovarského kraje (obdržela 31 hlasů od 45 přítomných zastupitelů). V prosinci 2016 se navíc stala předsedkyní Asociace krajů ČR.
Vzhledem ke svému těhotenství rezignovala k 31. prosinci 2019 na funkce hejtmanky Karlovarského kraje a předsedkyně Asociace krajů ČR. Jejím nástupcem v hejtmanském křesle byl již v listopadu 2019 zvolen dosavadní náměstek hejtmanky Petr Kubis, vedením Asociace krajů ČR byl pověřen hejtman Kraje Vysočina Jiří Běhounek. Oba se svých funkcí ujali dne 1. ledna 2020. Mračková Vildumetzová se naopak stala neuvolněnou náměstkyní hejtmana, na starosti měla finance a jednání s centrálními orgány veřejné správy.
V krajských volbách v roce 2020 obhájila za ANO post zastupitelky Karlovarského kraje. ANO se však nestalo součástí nové krajské koalice, a tak v prosinci 2020 skončila na postu náměstkyně hejtmana.
V krajských volbách v září 2024 byla zároveň lídryní ANO do Zastupitelstva Karlovarského kraje, mandát krajské zastupitelky se jí podařilo získat. V říjnu 2024 rozhodlo krajské předsednictvo ANO v Karlovarském kraji o nominaci Vildumetzové na funkci krajské hejtmanky. Vzhledem k tomu, že hnutí získalo ve volbách nadpoloviční většinu mandátu, rozhodlo se pro jednobarevnou vládu. Dne 1. listopadu 2024 byla na ustavující schůzi krajského zastupitelstva zvolena po pětileté pauze hejtmankou Karlovarského kraje, když získala 30 hlasů od 45 přítomných zastupitelů. Ve funkci tak nahradila dosavadního hejtmana Petra Kulhánka z hnutí KOA, který kandidoval na kandidátce hnutí STAN.

### Poslanecká sněmovna (2017-2024)
Ve volbách do Poslanecké sněmovny PČR v roce 2017 kandidovala za ANO v Karlovarském kraji. Získala 7 000 preferenčních hlasů, a stala se tak poslankyní. Z původního 4. místa kandidátky se přesunula na místo první.
Ve volbách do Poslanecké sněmovny PČR v roce 2021 byla lídryní ANO v Karlovarském kraji. Získala 7 242 preferenčních hlasů, a stala se tak znovu poslankyní. Na ustavující schůzi Poslanecké sněmovny PČR byla dne 10. listopadu 2021 zvolena její místopředsedkyní. Na konci září 2022 rezignovala na funkci místopředsedkyně sněmovny v souvislosti s nově zjištěnými informacemi v kauze Dozimetr.
V roce 2024 byla zvolena senátorkou, čímž jí zanikl mandát poslankyně Poslanecké sněmovny PČR, nahradil ji Josef Váňa.

### Senát (2024-současnost)
Ve volbách do Senátu PČR v roce 2024 kandidovala za ANO v obvodu č. 2 – Sokolov. Už v prvním kole získala 50,72 % hlasů a stala se senátorkou, porazila tak i dosavadního senátora za hnutí STAN Miroslava Balatku. Zároveň jí zvolením senátorkou zanikl mandát poslankyně Poslanecké sněmovny PČR, ve Sněmovně ji nahradil Josef Váňa. Dne 1. října 2024 se pak stala předsedkyní Senátorského klubu ANO 2011, ve funkci nahradila Miroslava Adámka.

## Kontroverze
Při rozkrývání kauzy Dozimetr se objevily zmínky o propojení Mračkové Vildumetzové s v kauze obviněným Zakaríou Nemrahem. Mračková Vildumetzová prohlásila, že se jedná pouze o známého jejího manžela Jana Mračka. Začátkem září 2022 server Neovlivní.cz přišel s videem, na kterém je Nemrah po boku novomanželů jako manželův svědek. Později došlo také k zjištění, že je kmotrem dítěte Vildumetzové.
Dne 8. září 2022 oznámila svou rezignaci na post místopředsedkyně Poslanecké sněmovny ke dni 30. září 2022. Odchod zdůvodnila mediálním tlakem v souvislosti s kontakty jejího manžela se Zakariou Nemrahem, jedním z obviněných v kauze Dozimetr.